# Greg Kriesel
Gregory David Kriesel (født 20. januar 1965 i Glendale, Californien), bedst kendt under sit kunstnernavn Greg K., er en amerikansk bassist og støttevokalist for punk bandet The Offspring.

## Biografi
Kriesel er et af de stiftende medlemmer af The Offspring sammen forsangeren Dexter Holland. Forud for dannelsen af bandet, gik Kriesel på Pacifica High School i Garden Grove, Californien, hvor han dyrkede atletik og studerede matematik. Kriesel og Holland havde spillet lokalt siden begyndelsen af 1980'erne og dannede Manic Subsidal i 1984, der senere skiftede navn til The Offspring. Ligeledes har der været rygter om at Kriesel og Holland, før Manic Subsidal, var involveret i Clowns of Death — et band, der omfattede Offsprings fremtidige guitarist Noodles. Efter ansættelse af Noodles som deres nye guitarist, skiftede Manic Subsidal deres navn til The Offspring i 1986.

## Personlige liv
Kriesel dimitterede fra Pacifica High School i 1983. Han har været gift med sin kone Jane siden 1998, og er far til fire sønner. De er bosæt i Huntington Harbour, et lille samfund i Huntington Beach, Californien.

## Diskografi

### The Offspring
- The Offspring (1989)
- Ignition (1992)
- Smash (1994)
- Ixnay on the Hombre (1997)
- Americana (1998)
- Conspiracy of One (2000)
- Splinter (2003)
- Rise and Fall, Rage and Grace (2008)
- Days Go By (2012)